# Cedui da biomassa
Short Rotation Forestry (SRF), letteralmente selvicoltura a turno breve ma più correttamente cedui da biomassa è un termine con il quale si intende la coltivazione, ad elevata densità, di specie arboree caratterizzate da rapidità di crescita che vengono ceduate ad intervalli frequenti per la produzione di un materiale, il cippato ovvero legno sminuzzato, da destinare prevalentemente alla trasformazione energetica. In Italia i cedui da biomassa sono di recente introduzione (anni '80) e, attualmente, copre una superficie di 6.000 ettari. I turni di ceduazione più frequenti sono il biennale e il quinquennale, le specie impiegate sono il pioppo (Populus spp) e il salice (Salix spp) al Nord e la robinia (Robinia pseudoacacia) nel Centro. Utilizzati anche gli olmi, i platani e l'ontano nero. 
Attualmente la gran parte delle piantagioni a ceduo da biomassa oggi esistenti è stata impiantata nei primi anni del XXI secolo grazie ai fondi comunitari (Reg. CE 1257/1999), è condotta a turno biennale e si trova in Lombardia (3.200 ha), Veneto (1-100 ha) e Friuli-Venezia Giulia.